# Rahaleo (Mtwara)
Rahaleo ist ein Verwaltungsbezirk (Ward) des Distrikts Mtwara (MC) in der tansanischen Region Mtwara.

## Geografie
Rahaleo liegt im Südosten von Tansania, es ist ein zentraler Bezirk der Regionshauptstadt Mtwara. Er grenzt im Norden an Shangani, im Osten an Vigaeni, im Südosten an Chikongola und im Südwesten und Westen an Chuno. Bei der Volkszählung 2022 lebten 4744 Menschen in 1638 Haushalten auf einer Fläche von 1,5 Quadratkilometern.

## Gliederung
Der Bezirk besteht aus fünf Stadtteilen (Mtaa):
- Rahaleo Juu
- Pentekoste
- FFU Nandope
- Shapriya
- Rahaleo Chini

## Infrastruktur
- Bildung: Die Amanah Islamic Secondary School ist eine sunnitische weiterbildende Schule, die als Tages- und Internatsschule eine Ausbildung bis zur 6. Stufe anbietet.[8]
- Gesundheit: Im Bezirk befindet sich eine private physiotherapeutische Klinik.[9]